# Willem Barents
Willem Barents, hollandul Willem Barentsz  (Hollandia, Nyugati Fríz-szigetek, Terschelling, ?1550. – Oroszország, Novaja Zemlja, 1597. június 20.) holland hajós és felfedező, az északi sarkvidéki expedíciók úttörője.

## Első útja (1594)
1594 június 6-án hagyta el Amszterdamot négy hajóval, hogy Szibériától északra keresse a feltételezett Északkeleti átjárót. A hajóraj parancsnoka Cornelis Naij tengernagy volt, a vállalkozás igazi lelke azonban Barents kormányos, akinek tervei alapján északról akarták megkerülni Novaja Zemlját.

## Második útja (1595)
A következő évben már hét hajóval indult a szibériai partvidék és a Vajgacs-sziget közti szoros felé, de a fagyok beállta előtt nem érte el a nyílt vizet.

## Harmadik útja (1596)
Harmadik utazása sem érte el a célt, és eközben életét vesztette. Ezen az úton két hajója volt. Az utazás közben megpillantották a Medve-szigetet (Bjørnøya) és Svalbardot (Spitzbergák). Itt a hajói szétváltak.
Barents hajója – miután észak felől megkerülte Novaja Zemlját – átjárót keresett a Kara-tengerre, de a jég fogságába esett. Novaja Zemlján kellett telelniük. Ők voltak az első európaiak, akik túlélték a sarki telet. A hajó egy részét szétszedték, és a fájából építettek menedéket maguknak. Mivel a jég még 1597 első felében is fogva tartotta a hajót, úgy ítélték meg, hogy nem maradhatnak tovább, ezért a legénység június 13-án két, fedélzet nélküli csónakon útnak indult. A többség megmenekült, de Barents június 20-án meghalt.
A Novaja Zemlján töltött szörnyű tél történetét Gerrit de Veer, a hajó ácsa örökítette meg naplójában. Ő volt, aki először számolt be a Novaja Zemlja jelenségként ismert légköri anomáliáról.
Telelőhelyét, faházát 1871-ben, naplójának egy részét 1875-ben találták meg. Számos hagyatékát  Hágában őrzik.
Róla neveztek el több földrajzi fogalmat:
- Barents-self,
- Barents-sziget,
- Barents-tenger.
- Barentsburg (Баренцбург) (Svalbard második legnagyobb települése)

## Galéria

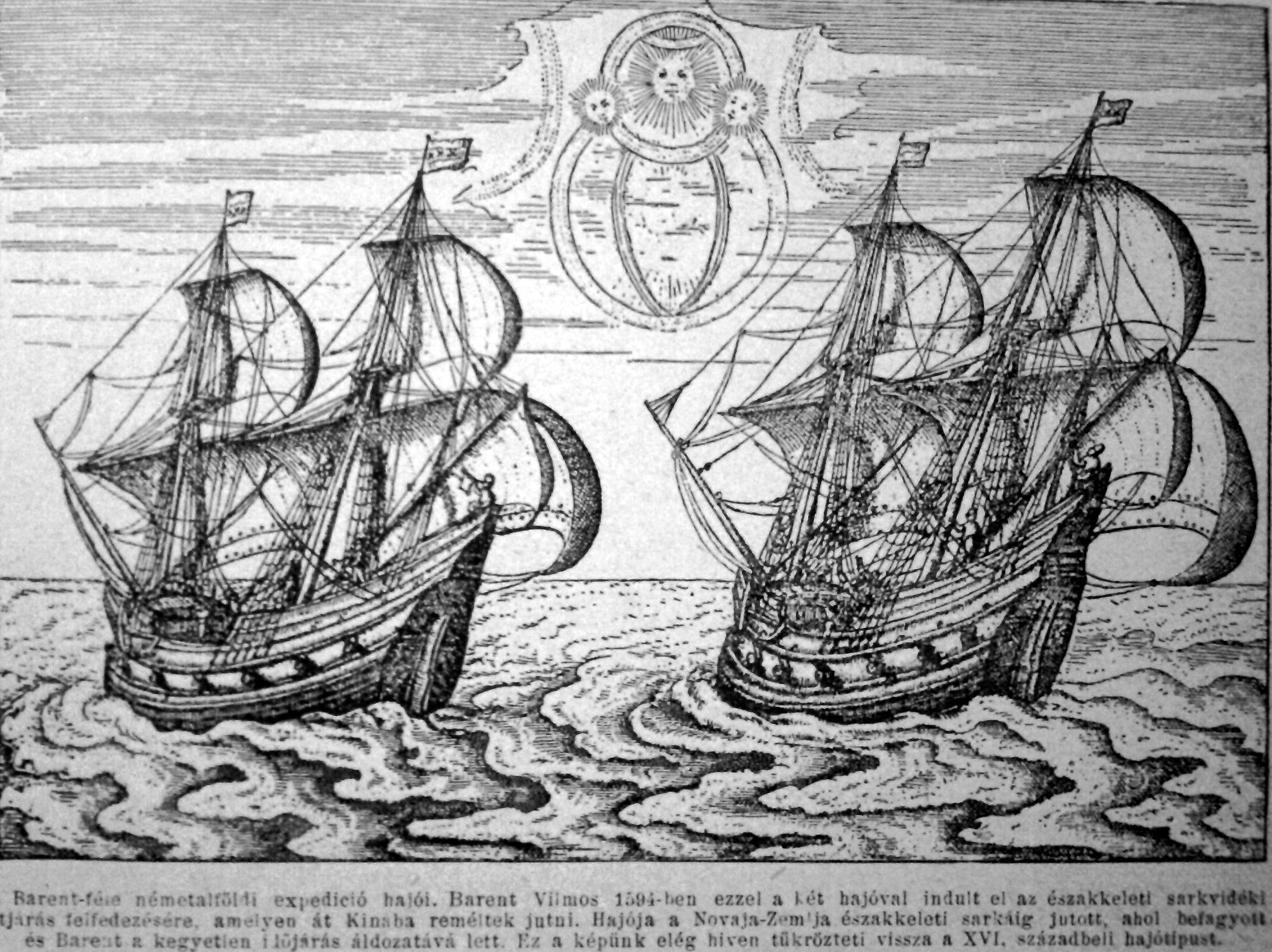
Az 1594-es expedíció hajói
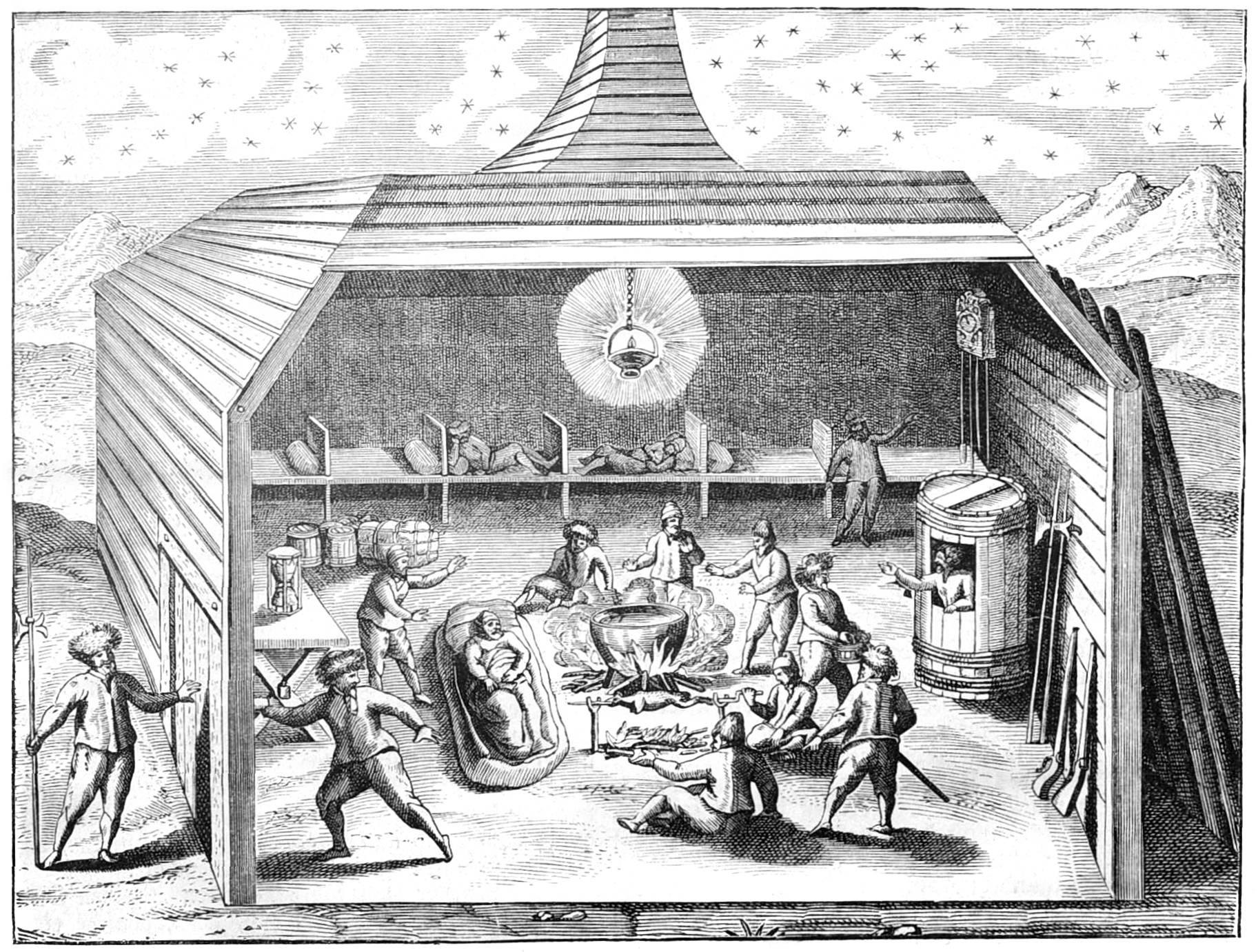
Élet a Novaja Zemlja szigeten 1596-97 telén
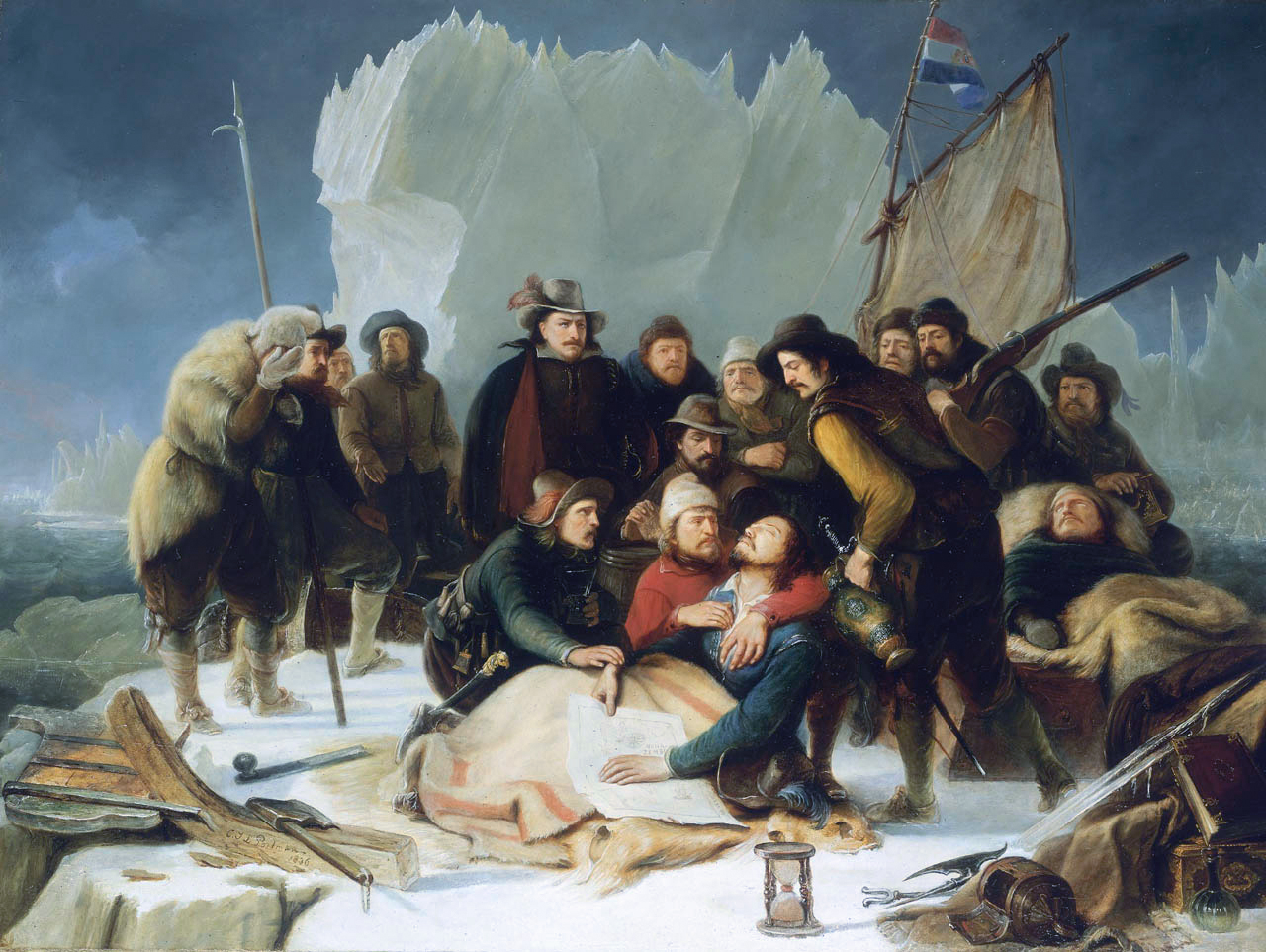
William Barents halála, Christiaan Julius Lodewyck Portman festménye